# The Last Will and Testament
The Last Will and Testament četrnaesti je studijski album švedskog sastava Opeth. Diskografska kuća Reigning Phoenix Music objavila ga je 22. studenoga 2024.
Prvi je studijski album skupine objavljen nakon albuma In Cauda Venenum (iz 2019.) i prvi uradak na kojem je bubnjeve svirao Waltteri Väyrynen, koji se 2022. službeno pridružio grupi nakon što ju je prethodni bubnjar Martin Axenrot napustio godinu dana prije. Također je prvi uradak od albuma Watershed iz 2008. na kojem su prisutna obilježja death metala.

## O albumu
Dana 1. kolovoza 2024. skupina je objavila skraćenu inačicu pjesme „§1” kao singl i izjavila da će novi uradak biti objavljen 11. listopada 2024. Dana 6. rujna 2024. objavljen je drugi singl „§3”. Skupina je sredinom rujna izjavila da odgađa objavu albuma za šest tjedana (do 22. studenoga 2024.) zbog nepredviđenih problema u proizvodnji nosača zvuka.

## Koncept
U doba nakon Prvog svjetskog rata u oporuci bogate, konzervativne glave obitelji, čija je supruga neplodna, otkrivaju se potresne obiteljske tajne. Priča počinje čitanjem očeve oporuke u njegovu dvorcu. Među prisutnima nalazi se troje djece; dva blizanca i djevojka koju je odgojila obitelj premda je siroče i iako boluje od dječje paralize. Blizanci postaju sumnjičavi kad je primijete na čitanju oporuke. Blizanci potom otkrivaju da nisu u rodu s ocem, odnosno da ih je majka začela s drugim muškarcem i stoga se izostavljaju iz oporuke. Djevojka je jedino pravo očevo dijete i zato je njegova jedina prava nasljednica iako ju je rodila očeva sluškinja. Na kraju priče stiže joj pismo u kojem joj sluškinja priznaje da joj otac nije glava obitelji (zapravo je on bio neplodan, a ne majka) i da joj je otac netko drugi.
Naslovi gotovo svih pjesama na albumu sadrže znak za članak i rimsku brojku. Jedina je iznimka posljednja pjesma „A Story Never Told”. Mikael Åkerfeldt, frontmen sastava, ovako je objasnio tu odluku: 

## Popis pjesama
Tekstovi i glazba: Mikael Åkerfeldt. 
| 1.    | »§1«                 | 5:57 |
| 2.    | »§2«                 | 5:34 |
| 3.    | »§3«                 | 5:10 |
| 4.    | »§4«                 | 7:00 |
| 5.    | »§5«                 | 7:29 |
| 6.    | »§6«                 | 6:03 |
| 7.    | »§7«                 | 6:30 |
| 8.    | »A Story Never Told« | 7:14 |
| 50:57 |                      |      |

## Recenzije
| Zbirne ocjene    | Zbirne ocjene |
| Izvor            | Ocjena        |
| ---------------- | ------------- |
| Metacritic       | 84/100        |
| Recenzije        |               |
| Izvor            | Ocjena        |
| AllMusic         | [ 11 ]        |
| Blabbermouth.net | 10/10         |
| BraveWords       | 10/10         |
| Distorted Sound  | 9/10          |
| Kerrang!         | 3/5           |
| Metal Hammer     | [ 16 ]        |
| Metal Injection  | 9/10          |
| Perun.hr         | 9,5/10        |
| PopMatters       | 9/10          |

Dobio je pozitivne kritike. Na Metacriticu, koji glazbenim uradcima daje ocjenu od 0 do 100 na temelju prosječne ocjene recenzenata raznih publikacija, dobio je ukupno 84 boda na temelju sedam recenzija, što označava „kritički hvaljen” uradak. Blabbermouth.net dao mu je najvišu ocjenu napisavši da je skupina „objavila još jedan klasik i uvjerljivo svoj najkreativniji, najprogresivniji i najizazovniji album u karijeri”. Najvišu mu je ocjenu dao i BraveWords, koji je napisao da je „uhu jednako ugodan” kao prethodni uradak, ali da obožavateljima death metala pruža i vokale tipične za taj žanr. U recenziji za Perun.hr Danijel Pačić izjavio je da je posrijedi „možda najagresivniji i najzajebaniji album [sastava] do sada”.
Thom Jurek napisao je u osvrtu za AllMusic da je to „jedan od najpustolovnijih i najsofisticiranijih albuma [skupine]”. Komentirao je i da zvuči „kao križanac Watersheda i In Cauda Venenuma”, ali da je „žešći i smioniji od obaju albuma” te da pritom „povezuje prošlost, sadašnjost i budućnost grupe”. Metal Hammer izjavio je da je riječ o „najboljem albumu nakon Blackwater Parka i Ghost Reveriesa, vrhunaca karijere [sastava]”. U osvrtu za PopMatters Adrien Begrand zaključio je da se „jedna od najhvaljenijih i najomiljenijih metal-skupina” na uratku vinula u „nove visine”.
Metal Injection proglasio ga je „zapanjujućim, živahnim i beskrajno slušljivim povratkom gospodara švedskog progresivnog death metala”. Tom Fordham napisao je u recenziji za Distorted Sound da je „natrpan i težak”, ali da se na njemu „u velikom stilu vratio jedan od najboljih albuma progresivnog metala”.
U manje naklonjenoj recenziji za Kerrang! Steve Beebee dao mu je tri boda od njih pet, komentirao je da „Opeth uvijek jako pazi na detalje” te da će se uradak stoga „vjerojatno dojmiti običnih slušatelja i onda im postati prezahtjevan”. Dodao je da je Opeth na uratku „napravio nešto posve novo kad je riječ o žestini i melodiji”, ali da na njemu „gotovo uopće nema onoga što bi većina slušatelja metala smatrala pamtljivim dionicama”.

## Zasluge
| Opeth - Martín Méndez – bas-gitara, prateći vokal - Fredrik Åkesson – gitara, prateći vokal - Waltteri Väyrynen – bubnjevi, prateći vokal - Mikael Åkerfeldt – gitara, vokal, prateći vokal, citra, melotron, udaraljke, efekti; produkcija, inženjer zvuka, miksanje; aranžman za gudaća glazbala; umjetnički direktor - Joakim Svalberg – glasovir, Hammondove orgulje, melotron, Fender Rhodes, Moog, prateći vokal, efekti Dodatni glazbenici - Ian Anderson – flauta (na 4., 7. i 8. pjesmi); recitacija (na 1., 2., 4. i 7. pjesmi) - Joey Tempest – prateći vokal (na pjesmi „§2”) - Mia Westlund – harfa (na pjesmi „§4”) - Mirjam Åkerfeldt – recitacija (na pjesmi „§1”) - London Session Orchestra – gudački orkestar - Dave Stewart – aranžman za gudaća glazbala | Ostalo osoblje - Stefan Boman – produkcija, inženjer zvuka, miksanje - Joe Jones – inženjer zvuka - Miles Showell – mastering - Kit Cunningham – tehničar (za bubnjeve) - Travis Smith – ilustracije - Terhi Ylimäinen – fotografija |

## Ljestvice
| Ljestvica                                    | Najviša pozicija |
| -------------------------------------------- | ---------------- |
| Australija (ARIA)                            | 29.              |
| Austrija (Ö3 Austria)                        | 5.               |
| Belgija (Flandrija)                          | 22.              |
| Belgija (Valonija)                           | 51.              |
| Finska (Suomen virallinen lista)             | 4.               |
| Francuska (SNEP)                             | 52.              |
| Grčka (IFPI)                                 | 44.              |
| Hrvatska (Top lista prodaje – strano)        | 10.              |
| Italija (FIMI)                               | 41.              |
| Japan (Oricon)                               | 44.              |
| Japan (Japanese Hot Albums)                  | 45.              |
| Nizozemska (Album Top 100)                   | 12.              |
| Norveška (VG-lista)                          | 13.              |
| Njemačka (Offizielle Top 100)                | 3.               |
| Poljska (ZPAV)                               | 6.               |
| Portugal (AFP)                               | 79.              |
| SAD (Billboard 200)                          | 140.             |
| SAD (Independent Albums)                     | 20.              |
| SAD (Top Hard Rock Albums)                   | 8.               |
| SAD (Top Rock Albums)                        | 21.              |
| SAD (Top Rock & Alternative Albums)          | 28.              |
| Škotska (OCC)                                | 7.               |
| Španjolska (PROMUSICAE)                      | 57.              |
| Švedska (Sverigetopplistan)                  | 4.               |
| Švicarska (Schweizer Hitparade)              | 3.               |
| Ujedinjeno Kraljevstvo (OCC)                 | 42.              |
| Ujedinjeno Kraljevstvo (Independent Albums)  | 5.               |
| Ujedinjeno Kraljevstvo (Rock & Metal Albums) | 3.               |